# レミオロメン
レミオロメン（英語: Remioromen）は、日本のスリーピースロックバンド。2000年結成。2012年より活動休止。略称は「レミオ」。

## 概要
バンド名は、メンバーでジャンケンをし、勝った順に1文字、2文字、3文字好きな文字を選び繋げたものである。藤巻はイギリス出身のロックバンド、レディオヘッドが好きなことから「レ」、神宮司は当時の彼女の名前と自分の名前の頭文字をとって「ミオ」、前田は『こちら葛飾区亀有公園前派出所』の表紙に描かれている路面電車から「ロメン」を取り、それらを繋げて「レミオロメン」とした。
メンバー3人とも山梨県出身で2005年12月から3年間、県の観光大使にも任命された。富士の国やまなし観光ネットでは彼らのゆかりの地を公開している。
初期はスリーピースバンドの形をとっていたが、2005年の『南風』リリース以降の楽曲は必ずしも完全なスリーピースではなく、他の楽器をプラスし収録している楽曲も少なくない。
同じく、ライブでもキーボードやサポートギターが加わる場合が多く、様々な曲調の楽曲を演奏可能になっている。
2011年を最後に活動が止まり、藤巻のソロ活動が発表された中で2012年2月1日にバンドとしての活動休止が公式アナウンスされた。
2009年のOORONG設立・移籍時に、OORONG RECORDSで全アルバムが再発されたが、活動休止中に所属者がいなくなった事でOORONG RECORDSが消滅したためメジャーデビュー以降の全シングル、アルバムが廃盤になった。音楽配信においては2014年頃からはSPEEDSTAR RECORDSへと権利を戻して配信されていた。2019年の全曲サブスクリプション解禁時には権利はOORONG-SHA名義へと移行した。
2018年5月31日をもって藤巻が烏龍舎を離れた。

## メンバー
| 名前     | パート                       | 生年月日              | 出身地               |
| -------- | ---------------------------- | --------------------- | -------------------- |
| 藤巻亮太 | ボーカル、ギター、作詞、作曲 | 1980年1月12日（45歳） | 山梨県東八代郡御坂町 |
| 前田啓介 | ベース、作曲、編曲           | 1979年9月11日（45歳） | 山梨県東八代郡御坂町 |
| 神宮司治 | ドラムス                     | 1980年3月5日（45歳）  | 山梨県東八代郡御坂町 |

## 略歴
3人とも山梨県東八代郡御坂町（現笛吹市）出身で、小・中・高の同級生である。
山梨県立石和高等学校（現在の山梨県立笛吹高等学校。前田のみ中退）時代、3人はブラスバンド部に所属し（藤巻がトロンボーン、前田と神宮司はパーカッション）、部として山梨県大会銀賞という成績を残すが、文化祭などのためにすでに組んでいたバンド（当時のバンド名は「おさむさんバンド」）の活動に専念するため退部。その後、バンドもメンバーの進学などにより一旦解散。

### アマチュア時代
2000年12月、当時前橋工科大学（群馬県前橋市）の3年生で就職について考えていたものの音楽活動を諦められない藤巻は、東京でスタジオミュージシャンをしていた前田に相談。そこで2人で音合わせをして藤巻は音楽活動を決意。藤巻と前田が、当時看護学校に在学していた神宮司を呼び寄せて「大空」のデモテープを聞かせ、ドラム担当として勧誘した。この時について神宮司は「『ドラム叩きたいなら叩かせてやるよ』と上から目線で言われて（笑）、地元山梨に帰りました。」と語っている。
翌2001年、藤巻が大学生活を送っていた群馬県前橋市を拠点としてライブ活動を開始。群馬と下北沢のライブハウスを往復する日々が続いたが、藤巻曰く動員はなかなか増えなかったといい、「プロになりたいと言いながら、箸にも棒にもかからない状態でした」と述懐している。
2002年3月に藤巻が前橋工科大学を卒業。3人はそれまで別々の場所に暮らしていたが、更にバンドに集中するため全員が山梨に戻る。3人で「8月までに結果が出なかったら解散する」と話し、地元の神社である埋草神社の母屋（当時空家だった）を知り合いから格安で借りてスタジオに改装。ライブのリハーサルや作曲（朝10時に集まり午前中練習をし、昼食を家で食べ、1時集合、5時まで練習）を行い、約1年をここで共に過ごした。後に、この時期のことを「神社時代」と呼ぶようになった。
ちなみに、神社時代で最初に作った曲は1stアルバムの『朝顔』などに収録されている「まめ電球」。母屋の一室を練習スタジオにするためにメンバーで防音用に毛布などを天井や壁全面に釘で打ち付け貼っていたが、防音効果はゼロに等しかった。2003年4月20日に行われた神社を清掃し旅立つ模様を映したテレビ番組内で、前田は「近所のおっちゃんに『新曲覚えたよ』って言われますからね」と音が筒抜けだった旨のエピソードを明かしている。『フェスタ』に収録された多くの曲はこの神社のスタジオで生まれた。

### デビュー
2003年3月12日、DAIZAWA RECORDSよりミニアルバム『フェスタ』でインディーズデビュー。神社からの風景写真がジャケットになっており、その他にも母屋室内で撮影された写真も使われている。
4月20日、前述の神社母屋の清掃を行い、この日を境に東京へと拠点を移す。また彼らの門出を祝うため、引越しを手伝うために多くの地元の友人が集まった。なお、この日の模様はフジテレビ721の番組「ELVIS」にて放送されている。1年間1度もゴミを出さなかったため、1年分のゴミがまとめて出された。
5月21日、DAIZAWA RECORDSより1stシングル『雨上がり』をリリース。同日19時30分から1時間、タワーレコード渋谷店にてリリース記念のインストアライブが行われた。
6月2日、烏龍舎・SPEEDSTAR RECORDSと契約を結んだと発表される。
8月3日、ROCK IN JAPAN FESTIVAL 2003に初出演。メジャーデビュー前にもかかわらず、最終日LAKE STAGEのトップバッターを務めた。
8月20日、シングル『電話』でビクターエンタテインメントよりメジャーデビュー。
11月19日、メジャー初のアルバム『朝顔』を発売。発売当時、音楽業界の一部で流通し始めたコピーコントロールCDとして発売されたため、リスナーの一部で不満の声が上がった。（本作はビクターのK2技術が用いられているが、この技術はCD作成時の意図されない劣化を防ぐもので、コピーコントロールCDは、再生に関わる意図的に入れられた情報によって、正規音楽CDに比べ音質が悪くなるという評価をされていた。）後にSPEEDSTAR RECORDSとOORONG RECORDSの2社によって本作が再発売された際は正規音楽CDとして発売されている。
11月25日、SHIBUYA-AXにて初のワンマンライブを開催。

2004年
- 3月9日、シングル『3月9日』を発売。それに伴い、3人の母校である御坂町立（当時、現笛吹市立）御坂中学校にて、『3月9日御坂中学校体育館ライブ』を開催。この日は3人の共通の友人の結婚記念日（2003年3月9日）で、「3月9日」はそれを祝う曲である。PVにも結婚式のシーンが登場する。
- 5月19日、シングル『アカシア』を発売。
- 10月25日、レミオロメンのメンバーとしては初めてとなるブログがドラムの神宮司によって開始。ブログタイトルは「神宮司の司は寺じゃない!!」。後にリリースされるシングル及びアルバム『HORIZON」に収録された楽曲の制作に集中するため2005年7月から3か月の一時休止があったものの2006年夏の滑走路ライブまで、計120回更新した。

2005年
- 1月12日、シングル『モラトリアム』を発売。ジャケットは藤巻の顔の絵が描かれている。また、この日はボーカル藤巻の25歳の誕生日である。3か月連続リリース企画の第1弾。
- 2月15日、シングル『南風』を発売。3か月連続リリース企画の第2弾。
- 3月9日、アルバム『ether［エーテル］』を発売。3か月連続リリース企画の第3弾。同日、日本武道館にて『3月9日武道館ライブ』を開催。武道館はファンで超満員となった。友人の結婚式、同名シングルの発売、2ndアルバムの発売、初の武道館公演と、「3月9日」がレミオロメンにとって重要な日と意味づけられた。
- 5月14日から6月3日まで、アルバムを引っ提げての全国ツアー「TOUR 2005 "ether trip"」が行われた。
- 6月29日、初のライブDVD『3月9日武道館ライブ』を発売。
- 2か月連続シングルリリースとして、10月に『蒼の世界』、11月に『粉雪』をそれぞれ発売。「蒼の世界」は初のCMソングとして使用され、オリコン週間シングルチャート初登場2位を記録。「粉雪」はフジテレビ系ドラマ『1リットルの涙』挿入歌として使用され、初登場4位を記録。新たなファン層を開拓した。その後も話題となり一時デイリーランキング1位(2006年1月5日付ほか)・ウィークリーランキングも最高位2位を獲得し、「粉雪」は自己最高のセールスを記録した。また「粉雪」のヒットに伴い、「3月9日」も、同ドラマ内の合唱コンクール課題曲として使用されたことをきっかけにオリコンチャートに再びランクインした。
- 10月から12月まで、スペースシャワーTV『STUDIO GROWN』のVJとして神宮司が生放送番組を担当。インディーズ時代同じレーベルだったLOST IN TIMEの海北大輔と共同でVJを担当。「蒼の世界」リリース日にはゲストとしてレミオロメンが登場。
- 12月14日、「粉雪」の着うたダウンロード数が100万件を超える。
- この頃、草サッカーチーム「レミオF.C.」を結成。背番号は藤巻が8、前田が3、神宮司が7。

2006年
- 3月、シングル『太陽の下』を発売。オリコン週間シングルチャート初登場2位。映画『子ぎつねヘレン』の主題歌として使用された。
- 4月から9月29日まで、J-WAVE『OH! MY RADIO』の木曜日パーソナリティーを担当。
- 4月1日、山梨県立県民文化ホールの杮落としとして、ツアー『UNDER THE SUN』の追加公演を開催。
- 5月16日発売の『週刊女性』によって藤巻と前田が既婚であることが報道された（藤巻は子供持ちである）。
- 5月17日、アルバム『HORIZON』を発売。オリコン週間アルバムチャート初登場1位を獲得。シングル・アルバム通じて初の1位獲得となり、その後、3週連続で1位をキープした。
- 7月15日、ap bank fes'06に出演。
- 7月30日、YBSラジオで『OVER THE NEXT ?レミオロメン その先の向こうへ?』と銘打たれた特別番組が放送された（11月4日にも再放送された）。インタビュー部分を抜粋して同局のポッドキャスティングで期間限定で8月31日まで配信されていた。
- 8月12日、『レミオロメン SUMMER LIVE "STAND BY ME"』を山梨県甲斐市の日本航空学園の滑走路にて開催。「日本初の滑走路ライブ」として注目を浴び、約3万人を動員した。
  - ライブ直前の8月12日正午からYBSラジオで『レミオロメン SUMMER LIVE スペシャル ?STAND BY ME』がライブ会場の特設ラジオブースから生放送された。
  - 当日は雷雨で約50分遅れて開演したが、演奏を進める毎に天候が回復した。この様子はフジテレビ721で生中継された。

- 8月17日、神宮司のブログ『続・神宮司の司は寺じゃない』が再び休止。
- 11月1日、初のライブアルバム『Flash and Gleam』を発売。8月に行われた滑走路ライブの音源と新曲「アイランド」を収録。オリコンアルバムチャート初登場4位を記録。
- 11月4日から12月30日まで、レミオロメン初のアリーナツアー『TOUR 2006 "ISLAND OVER THE HORIZON"』が行われた。

2007年
- 1月1日、『レミオロメン SUMMER LIVE "STAND BY ME"』が、BSフジにて放送された。楽曲「茜空」が使用されたJRAのCMも放送を開始。
- 1月12日、楽曲「パラダイム」がキットカットのCMソングとして放送開始。
- 2月27日、レコード会社直営♪サウンドのCMソングに「茜空」が使用される。一部分以外は本人たちがナレーションを務めている。
- 3月5日、キットカットCDパックによるbreaktown LABEL第4弾アーティストとして、初の両A面シングル「3月9日/パラダイム」を50万枚限定発売。
- 3月9日、桐朋女子高等学校の卒業式でサプライズライブを開催。「太陽の下」「茜空」「3月9日」の3曲を披露した。
- 3月14日、ライブDVD『“ISLAND OVER THE HORIZON”at YOKOHAMA ARENA 06.12.16』とシングル『茜空』を同時発売。
- 3月23日、東京・横浜・名古屋・大阪の4都市にてライブDVD『"ISLAND OVER THE HORIZON" at YOKOHAMA ARENA』の上映会を開催。上映終了後、東京会場にはサプライズで藤巻が登場し、アコギで「茜空」を演奏した。
- 5月20日、第68回オークスの表彰式にプレゼンターとして出席。
- 7月16日、ap bank fes '07に藤巻のみ出演。アコギで「粉雪」を披露した。14日のLive actにはバンドで出演する予定だったが台風で中止となった。藤巻は前日に小林武史に直接電話をかけて出演交渉をした。
- 8月5日、ROCK IN JAPAN FESTIVAL 2007のGRASS STAGEに出演。新曲「恋の予感から」を初披露した。
- 9月4日、恵比寿リキッドルームにてプレミアムライブ『レミオロメン×フロムエー』を開催。500組1,000人の募集に対して36,000通の応募があった。
- 9月30日、楽曲「リズム」が使用されたJRAの新CMが放送開始。
- 10月28日、日比谷野外音楽堂にてフリーライブ『レミオロメン SPECIAL LIVE "Wonderful & Beautiful"』を開催。3,000人の募集に対し、4万通（ライブにて藤巻談。新聞・テレビでは「5万通」と報道。）の応募があった。このライブはCSフジテレビ721にて生中継された。
- 12月15日公開の陣内孝則監督作品『スマイル 聖夜の奇跡』に、楽曲「Wonderland」が主題歌として使用された。

2008年
- 1月9日より、全国ツアー『TOUR 2008 "Wonderful & Beautiful"』を行う。5月までに全国40公演を開催。
  - ツアー中には神宮司（「神宮司治のゲームの腕は神の域」）と前田（モバゲータウン）がそれぞれツアーブログを開設。

- 5月14日、ライブDVD『TOUR 2008 "Wonderful & Beautiful"』を発売。
- コカ・コーラオリンピック応援ソングとして楽曲「オーケストラ」が使用される。
- 7月19日、ap bank fes '08にBand Actで出演。
- 10月29日、アルバム『風のクロマ』を発売。アルバムリード曲である「翼」が『劇場版MAJOR メジャー 友情の一球』の主題歌として使用された。

2009年
- この年より、レコードレーベルをOORONG RECORDSへ移籍する。
- 1月7日、移籍後初となるシングル『夢の蕾』を発売。東宝系映画『感染列島』主題歌。
- 1月11日、甲府市の成人式でサプライズライブを開催。「夢の蕾」と「3月9日」を演奏した。
- 1月23日より、全国ツアー『TOUR 2009 "風のクロマ"』を行う。ホールツアーの『I』とアリーナツアーの『II』と合わせて全国24公演を開催。
  - ツアー中、GREEにてツアーブログ「神宮司治はドラムロメン」を開設。

- 2月14日、「Sakura」を初の配信限定リリース。
- 3月9日、初のベストアルバム『レミオベスト』を発売。同日の午後3時9分に渋谷109前にてゲリラライブを敢行。「粉雪」「3月9日」「Sakura」を演奏した。
- 4月26日、前田とlego big morlのアサカワヒロのコンビによる「SUNDAY NIGHT SPECIAL『Overnight Radio Show』」がZIP-FMにて放送開始。
- 5月5日と5月6日、初のさいたまスーパーアリーナでスペシャルLIVEを開催。6日のライブはフジテレビNEXTにて生中継された。
- 7月2日、GREEにて「ツアーじゃないブログ レミオロメン 神宮司治は29歳ロメン」を開設。
- 7月15日、シングル『Starting Over』を発売。同曲は4月11日より「アリナミン」ブランド「おつかれさまです。2009年度編」のCMソングとして使用されている。
- 10月25日より、全国のZeppにて「ZEPP TOUR 2009“Starting Over”supported by アリナミン」を6ヶ所7公演で開催。
- 11月25日、ライブDVD『REMIOROMEN SPECIAL LIVE at SAITAMA SUPER ARENA 6th MAY, 2009』とシングル『恋の予感から』を同時発売。同曲は『ブリヂストン ブリザック』のCMソングとして使用されている。
- 12月31日、第60回NHK紅白歌合戦に初出場。同日、神宮寺のブログ「ツアーじゃないブログ レミオロメン 神宮司治は29歳ロメン」の更新休止。

2010年
- 2月17日、配信限定シングル『花鳥風月』をリリース。テレビ朝日系ドラマ『エンゼルバンク～転職代理人』主題歌。
- 3月3日、5thアルバム『花鳥風月』を発売。
- 4月27日より、メンバーをイメージキャラクターに起用した「アサヒスーパードライ」スリムボトル缶350mのCM放送開始。メンバーにとって初めてのCM出演となる。
- 5月13日より、全国ライブツアー「Remioromen 10th Anniversary TOUR "花鳥風月"」を開催。
  - 同日、藤巻のブログ「藤巻亮太の『な~んだかツアーだよね』ブログ」開設。
  - 5月20日、藤巻の体調不良により、翌日の八王子公演の延期が発表。9月1日に振替公演が行われた。

- 7月28日、17thシングル『立つんだジョー』をリリース。
- 8月2日、オフィシャルサイト限定商品「レミオロメン 10th ANNIVERSARY BOX」の受注開始（ - 9月3日）。
- 12月9日、全国ライブツアー「Remioromen 10th Anniversary TOUR "花鳥風月"」が千秋楽。追加公演2公演を含めた64公演を行った。
- 12月23日、10th ANNIVERSARY BOX購入者限定スペシャルライブ「レミオロメン 10th Anniversary Chirstmas Live in Billboard Live TOKYO」を開催。

2011年
- 1月11日、オフィシャルモバイルファンクラブサイト 「レミオFC」をDocomoに公開。ソフトバンクには12日、auには13日に公開。
- 18日に「10th Anniversary Special CD BOX『Your Song』」を、19日に配信限定シングル『Your song』をリリース。
- 3月9日、ライブDVD『10th Anniversary TOUR 2010 “花鳥風月”(Final at 山梨県立県民文化ホール 2010.12.6)』を発売。
- 3月、「レミオロメン SPECIAL CONCERT “Your Songs” with Strings」を横浜・神戸で4公演開催。
- 4月27日、ライブアルバム『レミオロメン “Your Songs” with strings at Yokohama Arena』を発売。
- 7月16日、ap bank fes'11に出演。このイベント出演が現時点でのラストライブとなっている。
- 12月6日、藤巻が2012年2月にシングル『光をあつめて』でソロデビューすることが公式サイトから発表された。

2012年
- 2月1日、活動休止を公式ホームページ上で発表。
- 8月13日、神宮司治が公式サイトを開設。

2017年
- 9月20日、同日発売の藤巻の3枚目のソロアルバム『北極星』に前田と神宮司が参加。2人はそれぞれ別の曲に数曲ずつ参加していて3人揃っての楽曲はない。音楽活動を休止していた前田はほぼ5年ぶりのベース演奏だった。

2018年
- 5月31日、藤巻がデビュー以来所属していたOORONG MANAGEMENTからの独立を発表。

## 作品

### シングル
|     | 発売日        | タイトル | 規格 | 規格品番 | オリコン | 初収録アルバム |
| --- | ------------- | -------- | ---- | -------- | -------- | -------------- |
| 1st | 2003年5月21日 | 雨上がり | CD   | UKDZ-21  | 43位     | 朝顔           |

|      | 発売日         | タイトル                  | 規格     | 規格品番                 | オリコン | 初収録アルバム   |
| ---- | -------------- | ------------------------- | -------- | ------------------------ | -------- | ---------------- |
| 1st  | 2003年8月20日  | 電話                      | CD       | VICL-35567               | 29位     | 朝顔             |
| 2nd  | 2004年3月9日   | 3月9日                    | CD       | VICL-35617               | 11位     | ether [エーテル] |
| 3rd  | 2004年5月19日  | アカシア                  | CD       | VICL-35663               | 17位     | ether [エーテル] |
| 4th  | 2005年1月12日  | モラトリアム              | CD EXTRA | VICL-35748（初回限定盤） | 8位      | ether [エーテル] |
| 4th  | 2005年1月12日  | モラトリアム              | CD       | VICL-35749（通常盤）     | 8位      | ether [エーテル] |
| 5th  | 2005年2月9日   | 南風                      | CD EXTRA | VICL-35772（初回限定盤） | 9位      | ether [エーテル] |
| 5th  | 2005年2月9日   | 南風                      | CD       | VICL-35771（通常盤）     | 9位      | ether [エーテル] |
| 6th  | 2005年10月12日 | 蒼の世界                  | CD EXTRA | VICL-35889（初回限定盤） | 2位      | HORIZON          |
| 6th  | 2005年10月12日 | 蒼の世界                  | CD       | VICL-35890（通常盤）     | 2位      | HORIZON          |
| 7th  | 2005年11月16日 | 粉雪                      | CD EXTRA | VICL-35907（初回限定盤） | 2位      | HORIZON          |
| 7th  | 2005年11月16日 | 粉雪                      | CD       | VICL-35908（通常盤）     | 2位      | HORIZON          |
| 8th  | 2006年3月1日   | 太陽の下                  | CD EXTRA | VICL-35954（初回限定盤） | 2位      | HORIZON          |
| 8th  | 2006年3月1日   | 太陽の下                  | CD       | VICL-35955（通常盤）     | 2位      | HORIZON          |
| 9th  | 2007年3月14日  | 茜空                      | CD+DVD   | VIZL-400（初回限定盤）   | 3位      | 風のクロマ       |
| 9th  | 2007年3月14日  | 茜空                      | CD       | VICL-36400（通常盤）     | 3位      | 風のクロマ       |
| 10th | 2007年5月9日   | 蛍/RUN                    | CD       | VICL-36500（初回限定盤） | 4位      | 風のクロマ       |
| 10th | 2007年5月9日   | RUN/蛍                    | CD       | VICL-36501（通常盤）     | 4位      | 風のクロマ       |
| 11th | 2007年12月12日 | Wonderful & Beautiful     | CD       | VICL-36700               | 3位      | 風のクロマ       |
| 12th | 2008年7月30日  | もっと遠くへ/オーケストラ | CD       | VICL-37000               | 6位      | 風のクロマ       |
| 13th | 2009年1月7日   | 夢の蕾                    | CD       | AVCO-36001               | 3位      | レミオベスト     |
| 14th | 2009年7月15日  | Starting Over             | CD       | AVCO-36014               | 4位      | 花鳥風月         |
| 15th | 2009年11月25日 | 恋の予感から              | CD       | AVCO-36028               | 10位     | 花鳥風月         |
| 16th | 2010年7月28日  | 立つんだジョー            | CD+DVD   | AVCO-36048/B             | 13位     | 未公表           |
| 16th | 2010年7月28日  | 立つんだジョー            | CD       | AVCO-36049               | 13位     | 未公表           |

### 限定販売シングル
|     | 発売日        | タイトル                                     | 規格            | 規格品番      |
| --- | ------------- | -------------------------------------------- | --------------- | ------------- |
| 1st | 2007年3月5日  | 3月9日/パラダイム                            | CD+キットカット | NCKK-40       |
| 2nd | 2011年1月18日 | 10th Anniversary Special CD BOX「Your Song」 | CD+短編小説     | 9784796679442 |

### 配信限定シングル
|     | 発売日        | タイトル  | 規格                   | 初収録作品   |
| --- | ------------- | --------- | ---------------------- | ------------ |
| 1st | 2009年2月14日 | Sakura    | デジタル・ダウンロード | レミオベスト |
| 2nd | 2010年2月17日 | 花鳥風月  | デジタル・ダウンロード | 花鳥風月     |
| 3rd | 2011年1月19日 | Your Song | デジタル・ダウンロード | 未公表       |

### ミニ・アルバム
|     | 発売日        | タイトル | 規格 | 規格品番 | オリコン |
| --- | ------------- | -------- | ---- | -------- | -------- |
| 1st | 2003年3月12日 | フェスタ | CD   | UKDZ-20  | 89位     |

### オリジナルアルバム
|     | 発売日         | タイトル         | 規格   | 規格品番                   | オリコン |
| --- | -------------- | ---------------- | ------ | -------------------------- | -------- |
| 1st | 2003年11月19日 | 朝顔             | CCCD   | VICL-35567                 | 17位     |
| 1st | 2007年12月19日 | 朝顔             | CD     | VICL-62703（再発盤）       | 17位     |
| 1st | 2009年7月15日  | 朝顔             | CD     | AVCO-36019（再発盤）       | 115位    |
| 2nd | 2005年3月9日   | ether [エーテル] | CD     | VICL-61577                 | 2位      |
| 2nd | 2009年7月15日  | ether [エーテル] | CD     | AVCO-36020（再発盤）       | 150位    |
| 3rd | 2006年5月17日  | HORIZON          | CD     | VICL-62100                 | 1位      |
| 3rd | 2009年7月15日  | HORIZON          | CD     | AVCO-36021（再発盤）       | 286位    |
| 4th | 2008年10月29日 | 風のクロマ       | CD+DVD | VIZL-600（初回限定盤）     | 3位      |
| 4th | 2008年10月29日 | 風のクロマ       | CD     | VICL-63000（通常盤）       | 3位      |
| 4th | 2010年3月3日   | 風のクロマ       | CD     | AVCO-36022（再発盤）       | 圏外     |
| 5th | 2010年3月3日   | 花鳥風月         | CD+DVD | AVCO-36032/B（初回限定盤） | 2位      |
| 5th | 2010年3月3日   | 花鳥風月         | CD     | AVCO-36033（通常盤）       | 2位      |

### ライブ・アルバム
|     | 発売日        | タイトル                                   | 規格    | 規格品番                          | オリコン |
| --- | ------------- | ------------------------------------------ | ------- | --------------------------------- | -------- |
| 1st | 2006年11月1日 | Flash and Gleam                            | 2CD     | VICL-62200/1                      | 4位      |
| 2nd | 2011年4月27日 | “Your Songs”with strings at Yokohama Arena | 2CD+DVD | AVCO-36059/60/B（初回生産限定盤） | 14位     |
| 2nd | 2011年4月27日 | “Your Songs”with strings at Yokohama Arena | 2CD     | AVCO-36061/62（通常盤）           | 14位     |

### ベスト・アルバム
|     | 発売日       | タイトル     | 規格   | 規格品番                       | オリコン |
| --- | ------------ | ------------ | ------ | ------------------------------ | -------- |
| 1st | 2009年3月9日 | レミオベスト | CD+DVD | AVCO-36010/B（初回生産限定盤） | 1位      |
| 1st | 2009年3月9日 | レミオベスト | CD     | AVCO-36011（通常盤）           | 1位      |

### リアレンジ・アルバム
| 1st | 2010年12月6日 | レミオロメン 10th Anniversary BOX |    |                        |
| 1st | 2010年12月6日 | レミオロメン 10th Anniversary BOX | CD | 公式サイト予約限定生産 |

### 映像作品
|     | 発売日         | タイトル                                       | 規格 | 規格品番             | オリコン |
| --- | -------------- | ---------------------------------------------- | ---- | -------------------- | -------- |
| 1st | 2005年6月29日  | 3月9日武道館ライブ                             | DVD  | VIBL-309             | 14位     |
| 1st | 2010年3月3日   | 3月9日武道館ライブ                             | DVD  | AVBO-36035（再発盤） | 14位     |
| 2nd | 2007年3月14日  | “ISLAND OVER THE HORIZON” at YOKOHAMA ARENA    | DVD  | VIBL-400             | 5位      |
| 2nd | 2010年3月3日   | “ISLAND OVER THE HORIZON” at YOKOHAMA ARENA    | DVD  | AVBO-36036（再発盤） | 5位      |
| 3rd | 2008年5月14日  | TOUR 2008 “Wonderful & Beautiful”              | DVD  | VIBL-500             | 4位      |
| 3rd | 2010年3月3日   | TOUR 2008 “Wonderful & Beautiful”              | DVD  | AVBO-36037（再発盤） | 4位      |
| 4th | 2009年11月25日 | REMIOROMEN SPECIAL LIVE at SAITAMA SUPER ARENA | 2DVD | AVBO-36029/30        | 12位     |
| 5th | 2011年3月9日   | 10th Anniversary TOUR 2010“花鳥風月”           | DVD  | AVBO-36053           | 12位     |

### 参加作品
1. Loft presents おとそライブコンピレーション 2003.01.07 at SHINJYUKU LOFT（2003年1月7日）
  - トラック03.「ビールとプリン」収録
  - 300枚限定配布
2. D★SELDOM 其の4（2003年3月25日）
  - トラック01.「フェスタ」収録
  - 新星堂限定販売、5,000枚限定生産
3. 802 HEAVY ROTATIONS 〜J-HITS COMPLETE '01〜'03（2004年12月8日）
  - トラック07.「雨上がり」収録
4. ハンマーソングス 〜SPEEDSTAR RECORDS 15th ANNIV. COMPILATION〜（2007年11月8日）
  - トラック17.「電話」収録

### 「春夏秋冬」(レンタル専用)シリーズ
結成10周年の企画として全国のTSUTAYAで春の曲、夏の曲、秋の曲、冬の曲をそれぞれコンパイルした「春夏秋冬」シリーズ作品をレンタルのみの季節限定盤として展開。
| 季節 | レンタル開始日 | タイトル       | 収録曲                                                          | 生産番号   | 規格 |
| ---- | -------------- | -------------- | --------------------------------------------------------------- | ---------- | ---- |
| 春   | 2010年2月10日  | 春〜花鳥風月〜 | 1. 花鳥風月 2. Sakura（オーケストラver.） 3. 3月9日 4. 春夏秋冬 | REMI-00001 | CD   |
| 夏   | 2010年6月23日  | 夏〜花鳥風月〜 | 1. スタンドバイミー 2. 雨上がり 3. 夏前コーヒー 4. 花火         | REMI-00002 | CD   |
| 秋   | 2010年10月20日 | 秋〜花鳥風月〜 | 1. 蒼の世界 2. 恋の予感から 3. 星取り 4. コスモス               | REMI-00003 | CD   |
| 冬   | 2011年01月26日 | 冬〜花鳥風月〜 | 1. 南風 2. Wonderful & Beautiful 3. オリオン 4. 波              | REMI-00004 | CD   |

## タイアップ一覧
| 使用年 | 曲名                                 | タイアップ                                                                                              |
| ------ | ------------------------------------ | --- |
| 2004年 | 3月9日                               | TBS系『Pooh!』2004年度3月度エンディングテーマ                                                           |
| 2004年 | モラトリアム                         | テレビ東京系『元祖!でぶや』2004年12月・2005年1月度エンディングテーマ                                    |
| 2005年 | 永遠と一瞬                           | フジテレビ系P&Gパンテーンドラマスペシャル『音のない青空』主題歌                                         |
| 2005年 | 3月9日                               | フジテレビ系P&Gパンテーンドラマスペシャル『音のない青空』挿入歌                                         |
| 2005年 | 南風                                 | ウィルコ配給映画『亀は意外と速く泳ぐ』主題歌                                                            |
| 2005年 | 蒼の世界                             | ハドソン着うたサイト「着信★うた♪」CMソング                                                              |
| 2005年 | 午後の低気圧                         | デンマーク映画『DEAR WENDY』日本版イメージソング                                                        |
| 2005年 | 粉雪                                 | フジテレビ系ドラマ『1リットルの涙』挿入歌                                                               |
| 2005年 | 3月9日                               | フジテレビ系ドラマ『1リットルの涙』挿入歌                                                               |
| 2006年 | 太陽の下                             | 松竹配給映画『子ぎつねヘレン』主題歌                                                                    |
| 2006年 | 明日に架かる橋                       | 日本コカ・コーラ「アクエリアス フリースタイル」CMソング                                                 |
| 2006年 | スタンドバイミー                     | KDDI「au 2006 SUMMERキャンペーン」CMソング                                                              |
| 2006年 | スタンドバイミー                     | エクシング「ポケメロJOYSOUND」CMソング                                                                  |
| 2007年 | 茜空                                 | 日本中央競馬会（JRA）ブランドCMソング                                                                   |
| 2007年 | 茜空                                 | レコード会社直営「レコ直♪」CMソング                                                                     |
| 2007年 | パラダイム                           | ネスレ「キットカット」受験2007篇 CMソング                                                               |
| 2007年 | 3月9日                               | ネスレ「キットカット」旅立ち2007篇 CMソング                                                             |
| 2007年 | 蛍                                   | 東宝配給映画『眉山‐びざん‐』主題歌                                                                      |
| 2007年 | 蛍                                   | エムティーアイ「music.jp」CMソング                                                                      |
| 2007年 | RUN                                  | エムティーアイ「music.jp」CMソング                                                                      |
| 2007年 | RUN                                  | WOWOW サッカースペシャル『横浜F・マリノス vs バルセロナ』イメージソング                                 |
| 2007年 | RUN                                  | リクルート「フロム・エー/フロム・エーナビ」CMソング                                                     |
| 2007年 | 幸せのカタチ                         | FM802「ACCESS」キャンペーンソング                                                                       |
| 2007年 | リズム                               | 日本中央競馬会（JRA）CMソング                                                                           |
| 2007年 | Wonderland                           | 東宝配給映画『スマイル 聖夜の奇跡』主題歌                                                               |
| 2007年 | Wonderland                           | 日本マクドナルド「Wクーポンキャンペーン」TV-CMソング                                                    |
| 2008年 | もっと遠くへ                         | フジテレビ系『北京オリンピック中継』テーマソング                                                        |
| 2008年 | もっと遠くへ                         | 第一興商「DAM★うた/DAM★うたフル」TV-CMソング                                                            |
| 2008年 | オーケストラ                         | 日本コカ・コーラ「コカ・コーラ オリンピック応援ソング」CMソング                                         |
| 2008年 | 翼                                   | 東宝配給アニメ映画『劇場版MAJOR メジャー 友情の一球』主題歌                                             |
| 2009年 | 夢の蕾                               | 東宝配給映画『感染列島』主題歌                                                                          |
| 2009年 | 夢の蕾                               | 毎日放送『VERITà -ベリータ-』2009年1月エンディングテーマ                                                |
| 2009年 | Sakura                               | KDDI「au LISMO! Recommend レミオロメン」キャンペーンCMソング                                            |
| 2009年 | Sakura（オーケストラ・ヴァージョン） | ソニー・エリクソン「Walkman（R）Phone, Premier3」CMソング                                               |
| 2009年 | Starting Over                        | タケダ「アリナミン おつかれさまです。2009年度編」CMソング                                               |
| 2009年 | Starting Over                        | LISMO Videoドラマ『革命ステーション5+25』主題歌                                                         |
| 2009年 | 明け星                               | LISMO Videoドラマ『革命ステーション5+25』挿入歌                                                         |
| 2009年 | 恋の予感から                         | ブリヂストン「ブリザック」CMソング                                                                      |
| 2009年 | 恋の予感から                         | レコチョク「レコチョク」CMソング                                                                        |
| 2010年 | 花鳥風月                             | テレビ朝日系木曜ドラマ『エンゼルバンク〜転職代理人』主題歌                                              |
| 2010年 | 花鳥風月                             | FM53局/KDDI「MEET THE MUSIC '10」フィーチャリングソング                                                 |
| 2010年 | ありがとう                           | NHK『みんなのうた』2010年2月・3月度放送曲                                                               |
| 2010年 | 花になる                             | ベネッセ「進研ゼミ 中学講座」CMソング                                                                   |
| 2010年 | Tomorrow                             | NTT東日本「DENPO」CMソング                                                                              |
| 2010年 | 立つんだジョー                       | アサヒビール「アサヒスーパードライ スリムボトル」CMソング                                               |
| 2011年 | Your Song                            | テレビ東京系ドラマ『最上の命医』主題歌                                                                  |
| 2011年 | Your Song                            | フジテレビワンツーネクスト『oto-raku』2011年1月マンスリーテーマ曲                                       |
| 2011年 | 3月9日（10th Anniversary Ver.）      | AOKI「フレッシャーズキャンペーン」CMソング（2011年 - 2012年）                                           |
| 2014年 | 永遠と一瞬                           | ファントム・フィルム配給映画『太陽の坐る場所』挿入歌                                                    |
| 2015年 | 3月9日                               | テレビ東京系『北陸新幹線/Friend-Ship Project第12弾～親子のバトン～』挿入歌                              |
| 2020年 | 3月9日                               | コンピレーション・アルバム「ラブとポップ ～大人になっても忘れられない歌がある～ mixed by DJ和」CMソング |
| 2024年 | 南風                                 | キリンビール「氷結®まだ知らなかった青篇」CMソング                                                       |

## 受賞歴
日本ゴールドディスク大賞
- 『第20回日本ゴールドディスク大賞』ソング・オブ・ザ・イヤー「粉雪」[74]
- 『第21回日本ゴールドディスク大賞』ザ・ベスト10アルバム「HORIZON」[75]

JASRAC賞
- 『第25回（2007年）JASRAC賞』銅賞「粉雪」[76]

SPACE SHOWER MUSIC AWARDS
- 『SPACE SHOWER MUSIC AWARDS 05』BEST STORY VIDEO「3月9日」（監督：森淳一）
- 『SPACE SHOWER MUSIC AWARDS 06』BEST ART DIRECTION VIDEO「粉雪」[77]
- 『SPACE SHOWER MUSIC AWARDS 06』BEST YOUR CHOICE「粉雪」[77]
- 『SPACE SHOWER MUSIC AWARDS 07』BEST YOUR CHOICE「スタンドバイミー」[78]

MTV Video Music Awards Japan
- 『MTV VIDEO MUSIC AWARDS JAPAN 2009』最優秀映画ビデオ賞「夢の蕾 from『感染列島』」[79]

Billboard JAPAN Music Awards
- 『Billboard JAPAN Top Pop Artistｓ 2009』優秀ポップアーティスト賞[80]

## 出演

### NHK紅白歌合戦出場歴
| 年度/放送回               | 回 | 曲目 | 備考       |
| ------------------------- | -- | ---- | ---------- |
| 2009年（平成21年）/第60回 | 初 | 粉雪 | 紅白初出場 |

## ライブ

### 出演イベント
| 公演年 | 形態               | タイトル                                                                                  | 公演日・会場                                                     |
| ------ | ------------------ | ----------------------------------------------------------------------------------------- | ---------------------------------------------------------------- |
| 2003年 | ゲスト出演         | JAPAN CIRCUIT vol.8                                                                       | 01/12 赤坂BLITZ (東京都)                                         |
| 2003年 | ゲスト出演         | スペースシャワー列伝 第23巻 ～萌冬の宴～                                                  | 02/14 新宿LOFT (東京都)                                          |
| 2003年 | ゲスト出演         | J-WAVE GROOVE LINE LIVE                                                                   | 05/31 Zepp Tokyo (東京都)                                        |
| 2003年 | ゲスト出演         | JAPAN CIRCUIT                                                                             | 06/07 名古屋Electric Lady Land (愛知県)                          |
| 2003年 | ゲスト出演         | 2003 LIVE FACTORY 721                                                                     | 07/21 お台場冒険王・特設ステージ (東京都)                        |
| 2003年 | ゲスト出演         | FM802 MEET THE WORLD BEAT 2003                                                            | 07/27 万博記念公園・もみじ川芝生広場 (大阪府)                    |
| 2003年 | ゲスト出演         | ROCK IN JAPAN FESTIVAL 2003                                                               | 08/03 国営ひたち海浜公園・LAKE STAGE (茨城県)                    |
| 2003年 | ゲスト出演         | SETSTOCK'03                                                                               | 08/09 国営備北丘陵公園・WEST STAGE (広島県)                      |
| 2003年 | ゲスト出演         | 音楽と髭達2003                                                                            | 08/23 国営越後丘陵公園・野外特設ステージ (新潟県)                |
| 2003年 | ゲスト出演         | SUGER BOWL                                                                                | 08/25 渋谷チェルシーホテル (東京都)                              |
| 2003年 | オープニングアクト | HIGHER GROUND 2003                                                                        | 08/30 国営海の中道海浜公園・野外劇場 (福岡県)                    |
| 2003年 | ゲスト出演         | ロックロックこんにちは! 〜version Party 七 seven〜                                        | 09/07 Zepp Osaka (大阪府)                                        |
| 2003年 | ゲスト出演         | SPACE SHOWER TV SWEET LOVE SHOWER 2003                                                    | 09/23 日比谷野外大音楽堂 (東京都)                                |
| 2003年 | ゲスト出演         | COUNTDOWN JAPAN 03/04                                                                     | 12/31 幕張メッセ・国際展示場展示ホール1〜7 EARTH STAGE (千葉県)  |
| 2004年 | ゲスト出演         | スペースシャワー列伝 特別編 三周年記念 大宴会                                             | 04/16 渋谷CLUB QUATTRO (東京都)                                  |
| 2004年 | ゲスト出演         | FM802 & SPACE SHOWER TV presents SWEET LOVE SHOWER 2004 SPRING                            | 05/09 大阪城野外音楽堂 (大阪府)                                  |
| 2004年 | ゲスト出演         | ROCK IN JAPAN FESTIVAL 2004                                                               | 08/07 国営ひたち海浜公園・GLASS STAGE (茨城県)                   |
| 2004年 | ゲスト出演         | TREASURE05X 2004 -rainbow surprise-                                                       | 08/18 名古屋市総合体育館・レインボーホール (愛知県)              |
| 2004年 | ゲスト出演         | SETSTOCK'04                                                                               | 08/28 国営備北丘陵公園・EAST STAGE (広島県)                      |
| 2004年 | ゲスト出演         | J-WAVE LIVE 2000+4                                                                        | 08/29 国立代々木競技場・第一体育館 (東京都)                      |
| 2004年 | ゲスト出演         | 音楽と髭達2004                                                                            | 08/30 新潟PHASE (新潟県)                                         |
| 2004年 | ゲスト出演         | COUNTDOWN JAPAN 04/05                                                                     | 12/29 幕張メッセ・国際展示場展示ホール1〜8 EARTH STAGE (千葉県)  |
| 2005年 | ゲスト出演         | 80215 SPECIAL チェリオ LIFEGUARD Presents FM802 ROCK KIDS 802 SPECIAL LIVE -REQUESTAGE 3- | 05/26 大阪城ホール (大阪府)                                      |
| 2005年 | ゲスト出演         | J-WAVE M+ LIVE                                                                            | 06/05 Zepp Tokyo (東京都)                                        |
| 2005年 | ゲスト出演         | RISING SUN ROCK FESTIVAL 2005 in EZO                                                      | 08/19 石狩湾新港樽川埠頭横・野外特設ステージ EARTH TENT (北海道) |
| 2005年 | ゲスト出演         | J-WAVE LIVE 2000+5                                                                        | 08/20 国立代々木競技場・第一体育館 (東京都)                      |
| 2005年 | ゲスト出演         | The Tug of Rock'n Roll 05 Revenge                                                         | 09/03 宜野湾海浜公園・野外劇場 (沖縄県)                          |
| 2005年 | ゲスト出演         | COUNTDOWN JAPAN 05/06                                                                     | 12/31 幕張メッセ・国際展示場展示ホール1〜8 EARTH STAGE (千葉県)  |
| 2006年 | ゲスト出演         | MTV Video Music Awards Japan 2006                                                         | 05/27 国立代々木競技場・第一体育館 (東京都)                      |
| 2006年 | ゲスト出演         | ap bank fes '06                                                                           | 07/15 つま恋リゾート 彩の郷・多目的広場 (静岡県)                 |
| 2006年 | ゲスト出演         | ロックロックこんにちは! 10th ANNIVERSARY SPECIAL Ver.パイレーツ・オブ・10リビアン         | 09/02 泉大津フェニックス (大阪府)                                |
| 2006年 | ゲスト出演         | SPACE SHOWER SWEET LOVE SHOWER 2006 powered by パナソニックオキシライド乾電池             | 09/24 日比谷野外大音楽堂 (東京都)                                |
| 2006年 | ゲスト出演         | ラッキーラクーンナイト1                                                                   | 11/25 Zepp Osaka (大阪府)                                        |
| 2006年 | ゲスト出演         | COUNTDOWN JAPAN 06/07 -WEST-                                                              | 12/31 インテックス大阪・AURORA STAGE (大阪府)                    |
| 2007年 | ゲスト出演         | SPACE SHOWER Music Video Awards 07                                                        | 03/17 日本武道館 (東京都)                                        |
| 2007年 | ゲスト出演         | SETSTOCK'07                                                                               | 07/21 国営備北丘陵公園・EAST STAGE (広島県)                      |
| 2007年 | ゲスト出演         | FM802 MEET THE WORLD BEAT 2007                                                            | 07/22 万博記念公園・もみじ川芝生広場 (大阪府)                    |
| 2007年 | ゲスト出演         | HIGHER GROUND 2007                                                                        | 07/28 国営海の中道海浜公園・野外劇場 (福岡県)                    |
| 2007年 | ゲスト出演         | ROCK IN JAPAN FESTIVAL 2007                                                               | 08/05 国営ひたち海浜公園・GRASS STAGE (茨城県)                   |
| 2007年 | ゲスト出演         | SUMMER SONIC 2007                                                                         | 08/11 舞洲スポーツアイランド・大阪特設会場OCEAN STAGE (大阪府)   |
| 2007年 | ゲスト出演         | SUMMER SONIC 2007                                                                         | 08/12 千葉マリンスタジアム・MARINE STAGE (千葉県)                |
| 2007年 | ゲスト出演         | J-WAVE LIVE 2000+7                                                                        | 08/18 国立代々木競技場・第一体育館 (東京都)                      |
| 2007年 | シークレットゲスト | a-nation 2007                                                                             | 08/25 味の素スタジアム (東京都)                                  |
| 2007年 | ゲスト出演         | TREASURE05X 2007 -stormy stadium-                                                         | 09/01 豊田スタジアム (愛知県)                                    |
| 2007年 | ゲスト出演         | SCHOOL OF LOCK! YOUNG FLAG                                                                | 10/11 Zepp Osaka (大阪府)                                        |
| 2007年 | ゲスト出演         | COUNTDOWN JAPAN 07/08                                                                     | 12/29 インテックス大阪・AURORA STAGE (大阪府)                    |
| 2007年 | ゲスト出演         | COUNTDOWN JAPAN 07/08                                                                     | 12/30 幕張メッセ・国際展示場展示ホール1〜8 EARTH STAGE (千葉県)  |